# Aroldo Satake
Aroldo Satake (Marília, 29 de janeiro de 1948) é um agricultor, empresário e político brasileiro. Integrou a Câmara Legislativa do Distrito Federal em sua primeira legislatura, de 1991 a 1995. Anteriormente, presidiu a Associação dos Usuários da CEASA de 1978 a 1979 e o Clube Nipo-Brasileiro de 1989 a 1990.
Satake elegeu-se para a câmara legislativa na eleição de 1990. Na época, era filiado ao Partido Democrático Social (PDS) e recebeu 4.198 votos. Com o apoio da colônia nipo-brasileira e de agricultores, Satake tinha as regiões do Plano Piloto e do Núcleo Bandeirante como suas principais bases eleitorais.
No legislativo, Satake presidiu a Comissão de Economia, Orçamento e Finanças em seu primeiro ano de mandato e foi designado para a relatoria das comissões comissões de Sistematizaçõo e de Política Urbana e Rural. Na eleição de 2002, concorreu novamente ao legislativo local, pelo Partido de Reedificação da Ordem Nacional (PRONA), mas obteve apenas a suplência.
Satake eventualmente deixou a política. Era inicialmente integrante da base política de Joaquim Roriz, mas manifestou apoio ao governador Agnelo Queiroz em 2013, referindo que estabeleceu uma amizade com Queiroz quando ambos eram deputados.